# Edwin Hubble
Edwin Powell Hubble, född 20 november 1889 i Marshfield i Missouri, död 28 september 1953 i San Marino i Kalifornien, var en amerikansk astronom. 
Hubbleteleskopet, ett rymdteleskop som sedan 1990 finns i en omloppsbana runt jorden, är uppkallat efter honom.

## Upptäckter
Edwin Hubble var från 1919 verksam vid Mount Wilson-observatoriet i Kalifornien.
På 1920-talet studerade Hubble de astronomiska objekt som då kallades ”spiralnebulosor” (idag spiralgalaxer) och han lyckades urskilja enskilda stjärnor i dessa. Eftersom han fann en typ av variabla stjärnor, cepheider, bland dessa kunde han beräkna avståndet till dem. På det sättet visade han 1924, att Andromedagalaxen befinner sig på ett stort avstånd från vår egen galax, Vintergatan, och det blev klart att spiralnebulosorna inte hör till Vintergatan utan utgör egna galaxer.
Han utarbetade 1925 ett ännu ofta använt klassifikationssystem för galaxer, den så kallade Hubbleklassifikationen, som har formen av ett stämgaffelsdiagram.
Efter observationer av främst Vesto Slipher och Knut Lundmark att våglängderna i ljuset från galaxerna ofta är längre (rödare) än i ljuset från lokala ljuskällor, visade Hubble 1929, att denna så kallade rödförskjutning tenderar att öka linjärt med galaxernas avstånd från oss. Detta är numera känt som Hubbles lag. Henrietta Swan Leavitt fastslog upptäckten innan Hubble gjort det, men det uppmärksammades föga under hennes livstid. Efter Leavitts död använde Hubble hennes upptäckter för att utarbeta Hubbles lag, vilken hävdade att universum expanderar. Även om avstånden som Hubble hade beräknat visade sig vara felaktiga – de anses numera vara cirka sju gånger större – så visade sig linjariteten i sambandet mellan avstånd och rödförskjutning stämma även för mycket avlägsnare galaxer.
På grund av det faktum att en rödförskjutning orsakad av Dopplereffekten kan observeras när en ljuskälla rör sig bort från observatören, uttryckte Hubble den som en skenbar hastighet (apparent velocity), nämligen den hastighet som galaxen skulle ha om rödförskjutningen förorsakades av en Dopplereffekt. Hubble tog det dock inte för givet att rödförskjutningen berodde på en sådan rörelse, utan förblev öppen för alternativa förklaringar.
Redan 1927 hade Georges Lemaître föreslagit en teori enligt vilken universum expanderar och galaxerna rör sig bort från varandra. Kosmologiska teorier av detta slag, enligt vilka universum eller själva rymden uppstod i en stor smäll (Big Bang) har sedan utvecklats vidare och efterhand i flera omgångar anpassats till nya observationer. Hubbles upptäckt spelar en avgörande roll i dessa teorier.
I augusti 1935 upptäckte han asteroiden 1935 QN, den fick senare namnet 1373 Cincinnati.

## Hubbles lag
Förhållandet mellan den skenbara hastigheten och avståndet beskrivs i ekvationen v = H × r , där v är radialhastigheten, r avståndet och H Hubbleparametern.
Ända sedan Hubble formulerade uttrycket har värdet på H justerats otaliga gånger. En av de senaste beräkningarna av proportionalitetskonstanten använde data från satelliten WMAP kombinerad med andra astronomiska data, vilket gav ett värde på 70,1 ± 1,3 (km/s)/Mpc.
I augusti 2006  gjordes en från detta oberoende beräkning med data från NASA:s Chandra X-ray Observatory, vilket gav en mindre precis men överensstämmande siffra på 77 (km/s)/Mpc med en felmarginal på 15 %.

## Utmärkelser
Edwin Hubble tilldelades Bruce-medaljen 1938 och Royal Astronomical Societys guldmedalj 1940.
Asteroiden 2069 Hubble är uppkallad efter honom.